# آدم اول
آدم اول یا مرد اول (به فرانسوی: Le Premier Homme) آخرین رمان ناتمام آلبر کامو است. این کتاب درباره کودکی کامو است.
کامو پس از دریافت جایزه نوبل ادبیات در سال ۱۹۵۷ سرگرم نگارش کتاب آدم اول شد اما مرگ او در حادثه رانندگی چهارم ژانویهٔ ۱۹۶۰ کتاب را ناتمام گذاشت. بعدها دخترش، کاترین، دست‌نوشته‌های او را مرتب کرد  و آن را در سال ۱۹۹۴ به چاپ رساند.
این کتاب را منوچهر بدیعی از فرانسوی به فارسی ترجمه کرد و اولین بار در ایران در سال ۱۳۷۴ توسط نشر مرغ آمین به چاپ رسید. چاپ‌های سوم به بعد همین ترجمه، با اصلاحاتی مختصر توسط انتشارات نیلوفر منتشر شده است.

## خلاصه
این کتاب با رمانهای فلسفی کامو مانند بیگانه و طاعون تفاوت اساسی دارد و در واقع درباره کودکی و نوجوانی کامو است. او در الجزیره بزرگ شده بود، پدرش در جنگ جهانی اول در فرانسه کشته شده بود و کامو او را به یاد نداشت. مادرش بی‌سواد و تقریبا کر بود و در خانه دیگران کلفتی می‌کرد. مادربزرگ مادری کامو سرپرست خانواده به شمار می‌رفت و همگی با یکی از دایی‌ها در یک خانه زندگی می‌کردند. کتاب آدم اول همه این ماجراها را تعریف می‌کند اما شخصیت‌ها نام‌های ساختگی دارند. از جمله شخصیت اول که خود آلبر کامو است ژاک کورمری نام دارد.

## فیلم
فیلمی با همین عنوان بر مبنای رمان، به کار گردانی جیانی آملیو و بازیگری ژاکوب گامبلین در سال ۲۰۱۱ ساخته شده است.